# Бузанов, Василий Иванович
Василий Иванович Бузанов (31 декабря 1885, Ижевск, Сарапульский уезд Вятской губернии, Российская Империя — 1937, Новосибирск, РСФСР, СССР) — российский общественный и политический деятель, депутат Учредительного Собрания от Вятской губернии.

## Биография
Родился в Ижевске в семье рабочего. Окончил 2-классное училище. Работал на заводе, затем письмоводителем. 
В 1905 г. участвовал в революционном движении, сначала – член РСДРП, а с 1906 г. – эсер. В 1907 г. был арестован в Ижевске, провёл несколько месяцев в крепости. После вторичного ареста в 1909 г. его выслали на пожизненное поселение в Иркутскую губернию. В 1912 г. Бузанов бежал, долгое время находился в эмиграции во Франции, работал слесарем. Вернулся в Россию в июне 1917 г. На волне революционных событий сразу же был избран председателем Ижевского Совета рабочих депутатов, одновременно с этим возглавил ижевский городской комитет партии эсеров. Осенью того же года Василия Ивановича избрали членом Учредительного собрания. В августе 1918 г. он примкнул к антибольшевистскому восстанию в родном городе и вскоре стал одним из его политических руководителей. Отменил продовольственную диктатуру и твёрдые цены на хлеб, ввёл уравнительную оплату труда рабочим и солдатам. В 1918 году отстаивал идеи сибирского автономизма. 
После окончания Гражданской войны вышел из эсеровской партии, жил в Томске, работал в кооперации. В 1923 г. Бузанова арестовали, припомнив ему антисоветскую деятельность времён Гражданской войны, но уже в следующем году освободили. В конце 20-х он стал членом Общества политкаторжан и ссыльнопоселенцев. В декабре 1937 г. в период ежовщины опять вскрылись старые грехи Бузанова перед большевиками, он был арестован и в том же году Военной коллегией Верховного суда СССР приговорён к расстрелу.